# Empire: Total War
Empire: Total War är ett turordningsbaserat datorspel som släpptes den 3 mars 2009 i Nordamerika och den 4 mars samma år i Europa.. Spelet utvecklades av Creative Assembly och utges av SEGA. Empire: Total War är det femte i Total War-serien och utspelar sig under den tidigmoderna tiden på 1700-talet. Empire: Total War liknar de förra spelen i Total War-serien; spelaren väljer ett land och tillser landets dominering över den kända världen genom militär styrka, politik, diplomati, spioneri och ekonomi. Precis som i de förra spelen i Total war-serien så kan spelaren utkämpa slag i realtid utöver den kampanjen som spelaren spelar i turordning. Empire: Total War är det första spelet i serien där spelaren kan utkämpa sjöslag i realtid. Spelet offentliggjordes den 22 augusti 2007.

## Gameplay
Empire: Total War fokuserar på utforskande, erövring, grundandet av kolonier och krig långt ifrån hemlandet. Spelaren styr sin nation under den tidigmoderna tiden för att dominera Europa, Nordafrika, Amerika, Ostindien och den Indiska halvön. Spelaren kan använda komplexa strategier både på kampanjkartan såväl som för att anföra trupper både på land och till sjöss. Spelet liknar allt som allt tidigare spel i Total War-serien men med många nya valmöjligheter och Empire: Total War fokuserar på eldvapen och mer moderna vapen än i tidigare spel i serien.
En handlingsbaserad kampanj betitlad "Road to Independence" finns i Empire: Total War, där spelaren leder den brittiska koloniseringen av Amerika i fyra strukturerade episoder. Det första uppdraget ger spelaren uppgiften att grunda och utveckla den brittiska kolonin Jamestown, det andra uppdraget fokuserar på krigen mot både Frankrike och Indianer. Det sista uppdraget låter spelaren spela som de amerikanska styrkorna mot de brittiska styrkorna i det Amerikanska revolutionskriget.
Empire: Total War har en ny spelmotor som bland annat gör det möjligt för soldaterna att ta skydd bakom murar, staket och i hus. Generaler och kungar finns som i tidigare spel. Däremot går det inte att styra kungar, som i till exempel Medieval II: Total War, utan de befinner sig hela tiden i landets huvudstad. Det finns även historiska personer, som till exempel Peter I av Ryssland och Karl XII, med i spelet. Ännu en ny sak med spelet som inte har setts i ett Total war-spel sedan Shogun: Total War är att karaktärerna talar det språk som de ska menas komma ifrån, det vill säga att svenska soldater talar svenska, ryska soldater talar ryska och så vidare.

### Kampanj
I huvudkampanjen i Empire: Total War ska spelaren välja en fraktion och sedan försöka skapa ett världsomspännande imperium under 1700-talet. Varje fraktion kontrollerar olika historiska provinser, alla med en central stad och en hamn ifall provinsen ligger vid havet. Spelaren kan bygga upp arméer och flottor för att ta över och försvara på militär väg, eller använda diplomati och politik för att uppnå samma mål. Utöver dessa kan spelaren även använda ekonomi och religion till sin fördel, liksom spionage och lönnmord. Krig är därför inte nödvändigt, och pengar har minst lika stor betydelse som krig. Kampanjen är turordningsbaserad, vilket innebär att spelaren får göra alla sina drag och se till sin fraktions välmående och vidare utveckling innan denne avslutar sin tur och sedan låta spelets AI styra de andra fraktionerna under deras turer. Varje tur representerar sex månader. Spelets åldersgräns är omdiskuterad, men många hävdar att spelet inte har större våldsinnehåll är de tigare Total War-spelen, som ofta betraktas till och med som våldsammare än Empire, eftersom de tidigare spelen hade ett väldigt underutvecklat politiskt system.
Ändå var åldersgränsen på populära Rome Total War 12 år.
Kampanj-läget liknar de kampanj-lägen som fanns i Rome: Total War och Medieval II: Total War, men med flera förändringar. Spelet innehåller tre olika världsdelar, Europa, Amerika och Indien. Sättet som provinser tidigare fungerade har nu blivit decentraliserat, men en huvudstad används fortfarande och andra platser inom provinser kan byteshandla med varandra, vilket tillåter fraktioner att splittra en provins produktivitet utan att det drabbar huvudstaden. Diplomati, skatter och byteshandel har blivit effektiviserat med målet att skapa en sådan lättkontrollerad gameplay som möjligt. De gående vetenskapsmännen, utforskarna och lönnmördare som användes i de förra Total War-spelen som användes till att ta hand om diplomati, byteshandel och spioneri har nu blivit utbytt till endast två enheter, gentlemän och de så kallade rakes. Gentlemän tar hand om diplomatiska frågor och kan utmana andra karaktärer till en duell för att kunna göra slut på dem hederligt. Rakes genomför hemliga uppdrag som att spionerna, lönnmörda eller göra inbrott. Det sättet som arméer skapas skiljer sig också. Istället för att de blir rekryterade i städer och sedan flyttade till generaler av spelaren, så skapar generalen i spelet sina egna arméer direkt genom att rekrytera de från en närbelägen stad. Spelare kan även forska fram nya teknologier genom ett så kallat teknologiträd som leder till nya upptäckter som förbättrar infrastruktur, politik, jordbruket eller militären.
Förändringar av länders styrelseskick börjar inträffa allteftersom demokrati börjar införas istället för de traditionella monarkierna och kan leda till problem under den tidiga moderna tidsperioden. Till exempel så uppstår Förenta Staterna endast om Brittiska imperiet inte klarar av att hålla ordning. Ett annat exempel är Franska revolutionen som uppstår ifall Fransmännen inte längre är nöjda med sin kung eller drottning. Fraktionerna har också olika antal delmål, som till exempel att upprätta kolonier, handelsvägar och dominans i vissa områden. Alla dessa måste då uppfyllas för att spelarens fraktion ska framstå som segraren. Uppror och revolutioner kan komma att uppstå och påverkas av det nuvarande styrelseskicket. När en revolution uppstår får spelaren välja sida i konflikten. Styrelseskicket i landet påverkar hur andra fraktioner ser på spelarens fraktion och påverkar de diplomatiska relationerna. Trots att religion inte längre spelar en lika stor roll som i Medieval II: Total War, så är det fortfarande ett viktigt verktyg för att kontrollera nyligen erövrade regioner och påverkar även diplomatiska relationer till viss del.

#### Nationer
Empire: Total War innehåller cirka 50 nationer varav 12 är spelbara. De spelbara nationerna är de nationer som hade störst makt under 1700-talet. I västra Europa är Storbritannien, Frankrike, Sverige, Republiken Förenade Nederländerna och Spanska imperiet spelbara. Östeuropa representeras av nationerna Preussen, Tsarryssland, Polsk-litauiska samväldet samt Kejsardömet Österrike. I mellanöstern framställs Osmanska riket som den dominernande nationen och det är även den som är den mellanöstiska spelbara nationen. Marathariket och Mogulriket är de nationer som framställs som de största indiska nationerna, dock så är bara Marathariket spelbar. USA är även spelbar som i en del av ett uppdrag i Road to Independence-kampanjen.

### Krigföring
Den andra stora delen av spelets gameplay är stridssystemet. I motsats till spelets kampanj så kan spelare kontrollera strider i realtid. Som med alla tidigare Total War spel (förutom Shogun: Total War) så kan strider i Empire: Total War utspela sig på både land och till sjöss. Men Empire: Total War skiljer sig från de förra titlarna på det sättet att spelaren kan utkämpa sjöslag i realtid såväl som förändringarna på landbaserade slag. I tidigare Total War-spel så avgjordes sjöslagen automatiskt av spelets artificiella intelligens när ett sådant inträffade och gav då segern åt den starkaste parten. Automatiskt avgörande av ett slag är fortfarande ett alternativ för både sjö- och landburna slag. Förutom spelets kampanj-läge så kan spelare utkämpa olika historiska slag som inträffade under 1700-talet och det tidiga 1800-talet.  
I landstrider får spelare tillgång till en 1700-tals armé som består av ett flertal olika enheter, såsom kavalleri, musketörer, gevärsskyttar och artilleri. Varje enhet har olika fördelar och nackdelar. Spelare måste använda 1700-talsstrategi och formationer med de enheter som de har tillgängliga för att kunna slå deras fiender. Slagfältets terräng och vädret har även betydelse för hur ett slag utkämpas. Fraktioner kan belägra städer som byter ut öppna landstrider till olika typer av närstrider. Varje enhet har en moral som kan öka om slaget går väl för deras fraktion eller minska om deras fraktion får stora förluster eller om deras general dör. När en enhets moral är som lägst så kommer de att retirera och försöker då att fly slagfältet. Beroende på om en enhets moral är blott förstörd eller om den är helt förstörd, så kan spelaren få enheterna att återhämta sig och omgruppera. För att vinna slag så ska spelaren få varje fiende att retirera eller att döda den fientliga armén. För övrigt kan belägringsstrider vinnas genom att attackeraren erövrar stadens centrala torg för en viss mängd tid. Empire: Total War introducerar även flera nya slagfältselement till Total War-serien. Enheter kan ta skydd bakom murar eller inuti byggnader, som tillåter spelaren ökad interaktion med terrängen. Skydd på fältet kan sättas upp i realtid på slagfältet. Infanterister kan även placera mindre hinder på fältet såsom väggar och staket. Vapen som baseras på krut benägna till olyckor och kan även fallera och döda deras användare.

### Multiplayer
Multiplayer-läget i Empire: Total War finns i två olika former. På samma sätt som de tidigare Total War-spelen så kan spelare strida i realtidsstrider mot varandra genom att skapa egna arméer eller att återskapa historiska slag. Dock så avslöjades det efter en försening i januari 2009 att ett läge där spelare kan spela i en hel kampanj kommer att finnas med i Empire: Total War. Möjligheten att skapa en multiplayer-kampanj har inte varit möjlig i tidigare Total War-spel och den ytterligare utvecklingstiden tillät Creative Assembly att skapa ett sådant läge i Empire: Total War. Multiplayer-kampanjen kommer först att testas i en betaversion innan den eventuellt blir tillgänglig som en patch.

## Utveckling
Information om Empire: Total War släpptes av Creative Assembly och utgivaren Sega vid Leipzig Games Convention den 22 augusti 2007. I deras pressmeddelande skrev Creative Assembly olika kännetecken för spelet, såsom den nya spelmotorn och tillägget av sjöslag i realtid. Men eftersom spelet fortfarande var i ett tidigt stadium av utvecklingen så visades ingen gameplay från spelet under mässan. Spelet annonserades tillsammans med Creative Assembly's konsolspel Viking: Battle for Asgard. Under de följande månaderna släpptes endast skärmdumpar från spelet och utvecklingen fokuserade på Empire: Total Wars spelteknik. Spelets första trailer som var datoranimerad släpptes den 10 juli 2008. En spelbar demonstration av spelets sjöstrider visades vid E3-konventionen senare under juli 2008, där det uppskattades att spelets skulle släppas under 2009. Landstriderna visades senare vid Leipzig Game Convention i augusti 2008. Vid den konventionen annonserade Creative Assembly spelet hade gått ifrån alfaversionen och att de siktade på att spelet skulle släppas den 6 februari 2009. Den 28 oktober 2008 annonserades det att spelet skulle släppas via Valves nedladdningstjänst Steam på dagen då spelet skulle släppas. Spelet inkorporerar Valves Steamworks program till både detaljhandel och elektroniska versioner av spelet som tillåter uppdateringar att fungera mer effektivt. Spelet försenades i december 2008 så att utvecklarna kunde förbättra spelets multiplayer-läge. Det nya release-datumet var i början av mars 2009.
James Russell, som är spelets ledande designer, sade i en intervju att de valde att använda 1700-talet som den tidsperiod som spelet skulle utspela sig i för att det var en "obeskrivlig färgstark period... 1700-talet var den period då sjöslag var som störst och det är den självklara arenan för våra nya sjöslag." Russell sade även att de dynamiska och de långtgående förändringarna i eran, från politiska revolutioner såsom franska revolutionen, ekonomiska utvecklingar såsom den Industriella revolutionen till militära utveckling såsom den vidspridda användningen av krut, som gav "möjligheten att utveckla några riktigt intressanta nya kännetecken till spelet och ge en stor variation av gameplay."  Spelet är märkbart för att ha använt motion capture animering för första gången i serien så att karaktärer rör sig mer realistiskt. Creative Assembly undersökte hur bland annat dueller gick till under 1700-talet och de observerade även skådespelares koreografi i relaterade filmer och tv-serier. Empire: Total War släpptes med nio olika typer av fodral, åtta av dem representerar den största fraktionen där spelet säljes och en som är generellt internationell. Till exempel så fick tyska köpare att få köpa ett fodral som visar färgerna med Preussens flagga och preussiska uniformer, medan amerikanska köpare köper ett fodral som har den amerikanska flaggan på fodralet. En specialutgåva av Empire: Total War med titeln Special Forces släpptes även. Den inkorporerar flera fraktioners elitenheter såsom HMS Victory och den fransk-irländska brigaden.

## Mottagande
| Mottagande      | Mottagande     |
| Samlingsbetyg   | Samlingsbetyg  |
| Tjänst          | Betyg          |
| --------------- | -------------- |
| Gamerankings    | 88.91%         |
| Metacritic      | 90/100         |
| Recensionsbetyg |                |
| Publikation     | Betyg          |
| 1UP.com         | A-             |
| Eurogamer       | 9/10           |
| Game Informer   | 9.5/10         |
| Gamepro         | 3.5/5 stjärnor |
| Gamespot        | 8.5/10         |
| Gamespy         | [ 49 ]         |
| Gametrailers    | 8.6/10         |
| Gamezone        | 9/10           |
| IGN             | 9.5/10         |
| PC Gamer UK     | 94/100         |
| Videogamer.com  | 9/10           |
| X-Play          | 4.5/5 stjärnor |
| Gamereactor     | 9/10           |

Både den svenska och brittiska versionen av tidningen PC Gamer gav spelet 94 %. Britterna gillade spelets tech tree och hur det gav information till spelaren och även dess sofistikerade AI. En viktig punkt som kritiserades var sjöslagen. Även om de var enligt PC Gamer "enastående" så blev de snabbt "kaotiska" och det blev svårt att kontrollera flera skepp med precision. Recensionen summerade spelet som ett "strategiskt mästerverk". Svenska PC gamer gav spelet utmärkelsen "Månadens spel, mars 2009" och beskrev, precis som den brittiska versionen av PC gamer, att det var ett "strategiskt mästerverk".
Peter Englund gav spelet betyget 4/5 i Dagens Nyheter. Förutom förbättringarna gentemot föregångaren så lyfte han fram spelets detaljrikedom och realism. Han påpekar också hur spelet är roligast i början, innan landet vuxit sig till ett imperium och arméerna blivit stora och svårhanterade, och att Allt detta speglar den historiska verkligheten på ett intressant vis. 

## Expansioner
Empire: Total war - The Warpath Campaign, är en expansion till Empire total war. Där man kan få spela som en indiannation. Huron, Plains, Pueblo, Iroquois eller Cherokee.